# Heliamphora nutans
Heliamphora nutans är en flugtrumpetväxtart som beskrevs av George Bentham. Heliamphora nutans ingår i släktet Heliamphora och familjen flugtrumpetväxter. Inga underarter finns listade i Catalogue of Life.

## Bilder

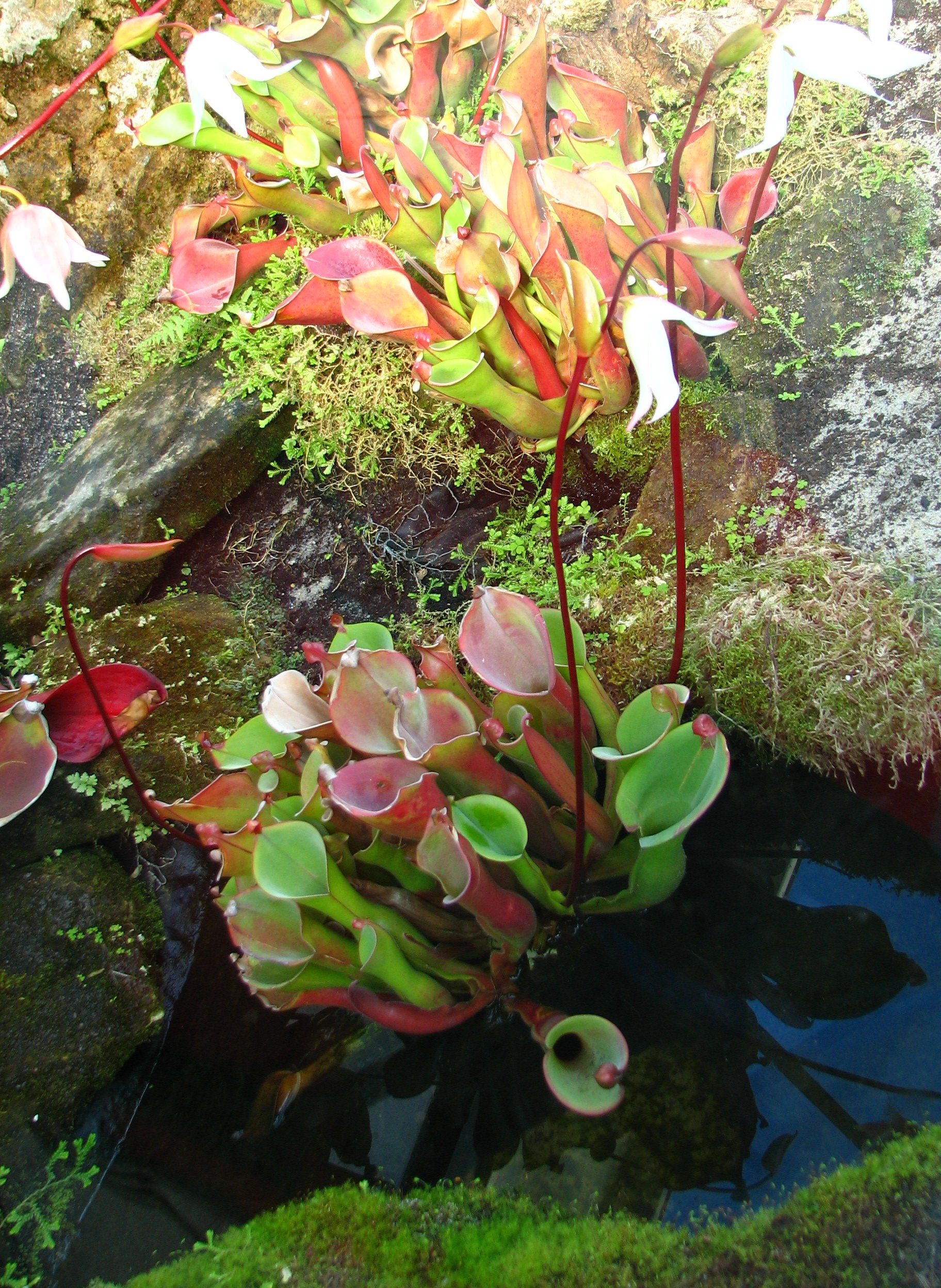
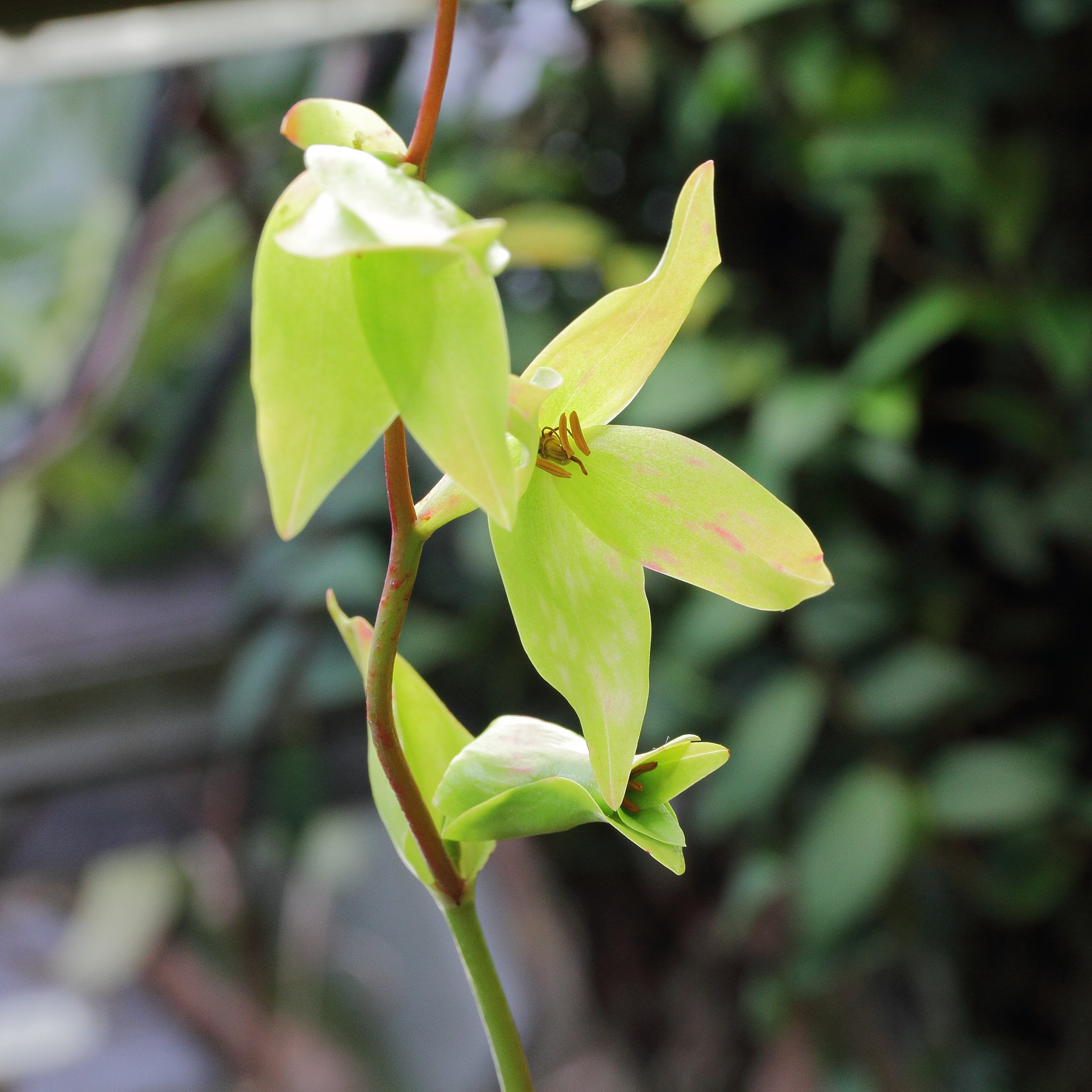
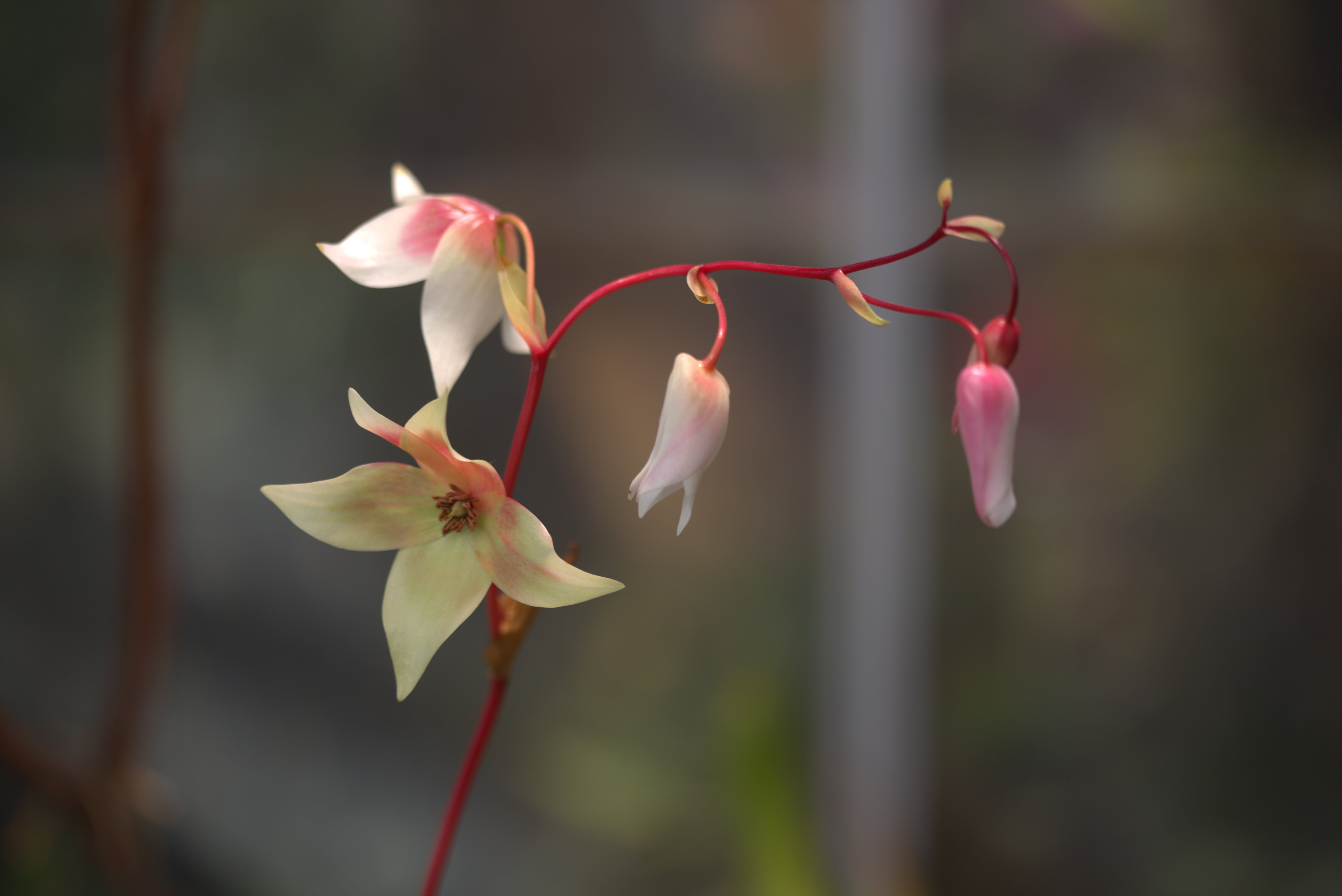
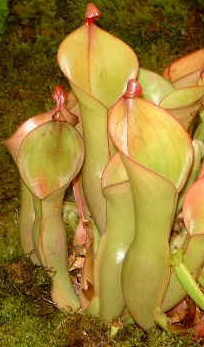
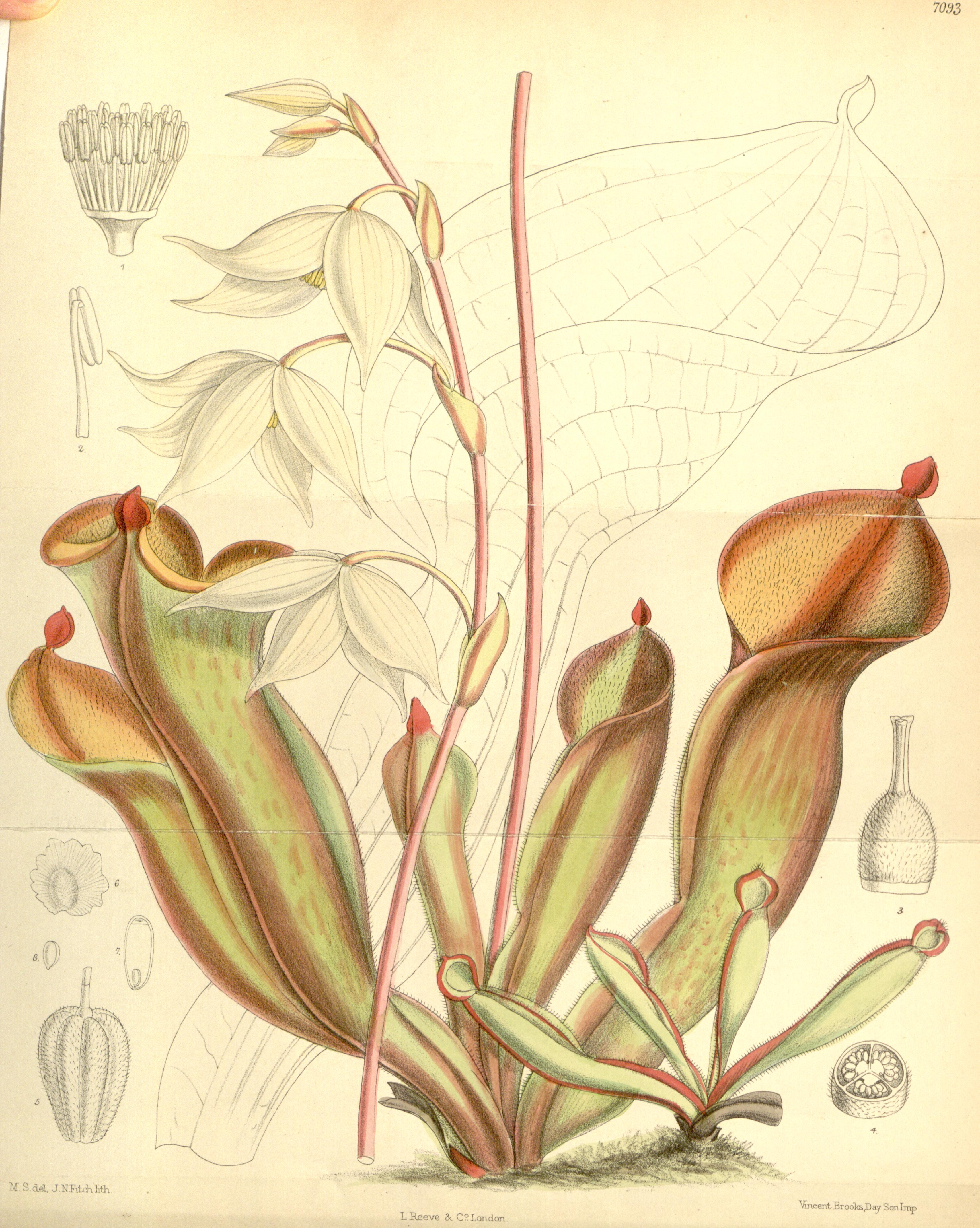